# Rômulo Wagner
Rômulo Wagner, född 26 maj 1977, är en friidrottare från Brasilien. Han deltog vid olympiska sommarspelen 2004.